# Finsterlohe (Adelsgeschlecht)

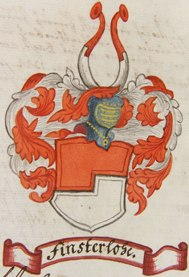
Wappen des Adelsgeschlechtes von Finsterlohe

Die Herren von Finsterlohe waren ein deutsches Adelsgeschlecht des Fränkischen Ritterkreises, das 1572 im Mannesstamm erlosch.   

## Familiengeschichte
Die Adelsfamilie tritt erstmals im 13. Jahrhundert auf und benannte sich nach ihrem damaligen Stammsitz Burg Finsterlohr, heute in Finsterlohr, einem zu Creglingen gehörigen Dorf. Neben dem Namen Finsterlohe kommen auch die Schreibweisen Finsterloh, Vinsterloh, Finsterloch, Vinsterloch u. ä. vor. Die erste urkundliche Erwähnung erfolgte 1224 mit Cunrad von Vinsterloch. Es bestanden enge Verbindungen mit dem Haus Hohenlohe. Die Finsterlohe erwarben viele Lehen im Tauber- und Vorbachtal, wo sie bald zu den bedeutendsten Geschlechtern zählten. 
Beim sogenannten Städtekrieg kam es im 14. Jahrhundert zu kriegerischen Auseinandersetzungen vieler örtlicher Adelsfamilien mit der Stadt Rothenburg ob der Tauber. Hierbei wurde auch der Finsterloher Stammsitz Burg Finsterlohr zerstört. 

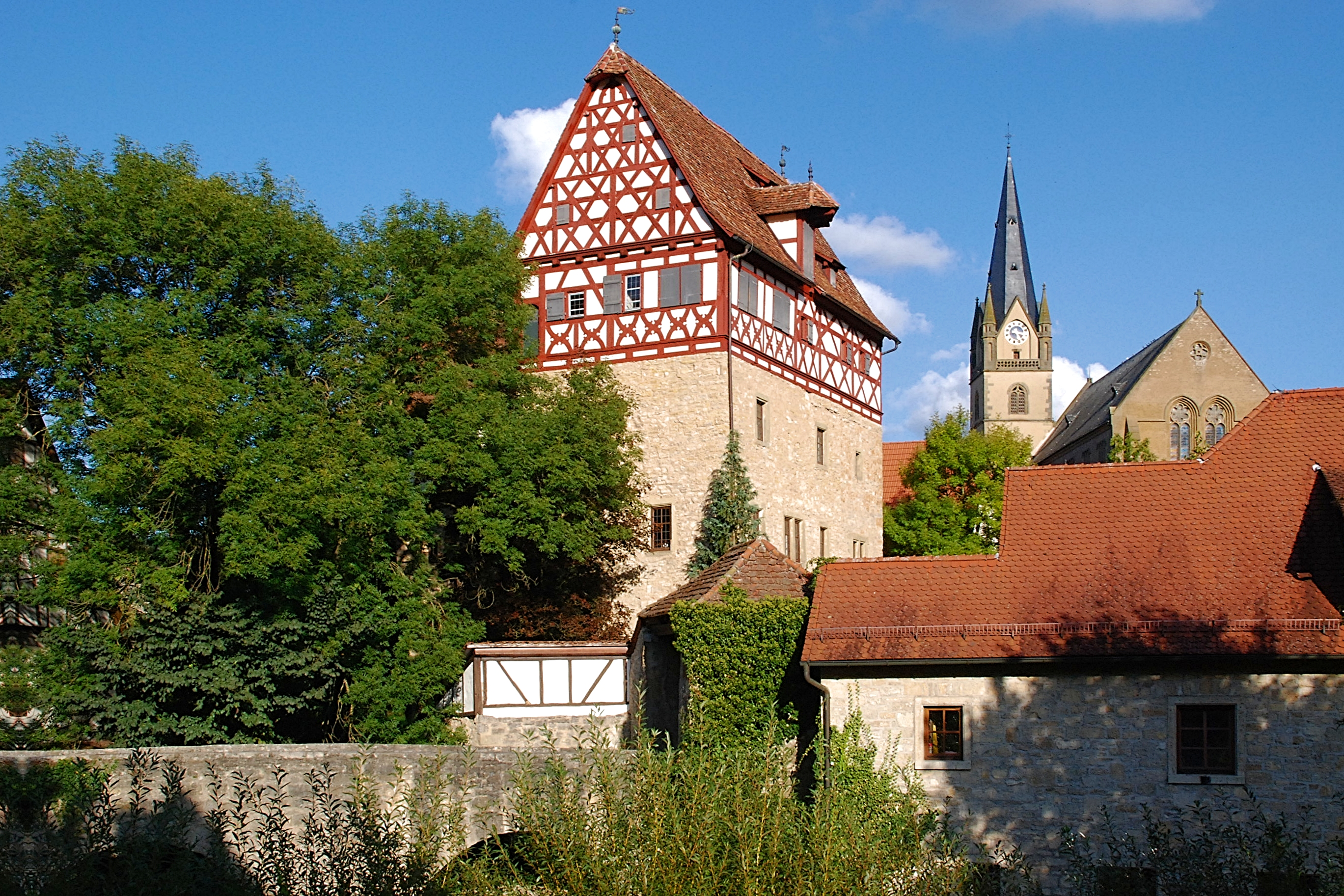
Das Finsterloher Familienschloss zu Laudenbach

Die Familie hatte bereits Besitztümer in Laudenbach bei Weikersheim und kaufte 1388 die dortigen Anteile der Grafen von Hohenlohe hinzu. In diesen Ort übersiedelten sie nun, erbauten sich ein Schloss und blieben bis zu ihrem Aussterben hier ansässig. Dort begründeten sie 1412 auch die Bergkirche zur Schmerzhaften Muttergottes. 1486 wandelten Hans und Peter von Finsterlohe Schloss und Dorf zum Mannlehen um und schworen Bischof Rudolf II. von Scherenberg vom Bistum Würzburg den Lehenseid. Das Familienschloss brannte 1509 ab und wurde durch die Herren von Finsterlohe wieder aufgebaut. Hans von Finsterlohe führte 1523 in Laudenbach die Reformation ein und starb 1572 als letzter männlicher Vertreter des Stammes. Ort und Vogtei Laudenbach fielen, ebenso wie Finsterlohr, als erledigtes Lehen an das Hochstift Würzburg zurück.
In der Bergkirche Laudenbach befinden sich Wappengrabsteine der Familie, im Würzburger Dom ist ein geistlicher Herr von Finsterlohe beigesetzt. Im Speyerer Dom hat sich das Figuren- und Wappenepitaph des Domkapitulars Wipert von Finsterlohe († 1503) erhalten, der testamentarisch auch den erhaltenen Ölberg neben der Kathedrale stiftete. In der Stadtpfarrkirche von Aub befand sich bis 1945 das wappengeschmückte Epitaph von Jörg I. Truchseß von Baldersheim († 1483) und seiner Gemahlin Margareta von Finsterlohe. Es wurde Jörg Riemenschneider zugeschrieben und fiel den Zerstörungen des Zweiten Weltkriegs zum Opfer; nur Fragmente blieben erhalten.

## Wappen
Das Familienwappen ist Rot und Silber, mit linker Stufe geteilt. Die Gemeinde Finsterlohr hat es als Ortswappen übernommen.